# 日本歯科衛生士会
公益社団法人日本歯科衛生士会（にほんしかえいせいしかい）は、歯科衛生士によって構成される職能団体。1966年に設立された。歯科衛生に関する啓蒙、啓発活動や歯科衛生士の利益を守るための社会的活動などを行っている。

## 傘下学会
- 日本歯科衛生学会
  - 元々、日本歯科衛生士会学術大会を毎年開催していたが、歯科衛生の学術向上を目指し2006年、日本歯科衛生学会を設立した。日本歯科衛生士会会員は、自動的に同学会会員となる。また、歯科衛生士以外も入会できる。